# Pusiola minutissima
Pusiola minutissima là một loài bướm đêm thuộc phân họ Arctiinae, họ Erebidae.